# Neoathyreus lanuginosus
Neoathyreus lanuginosus es una especie de coleóptero de la familia Geotrupidae.

## Distribución geográfica
Habita en Argentina, Brasil, Paraguay, Perú, Venezuela, Ecuador, Colombia, Bolivia y la Guayana Francesa.